# Комесанья, Франсиско
Франсиско Комесанья (исп. Francisco Comesaña; род. 6 октября 2000, Мар-дель-Плата, Буэнос-Айрес) — аргентинский профессиональный теннисист. Победитель девяти турниров ATP Challenger (7 — в одиночном разряде) и 6 турниров ITF (3 — в одиночном разряде).

## Спортивная карьера

### 2024
В начале июля 2024 года на Уимблдонском турнире в первом круге соревнований победил опытного россиянина Андрея Рублёва, во втором круге победил австралийца Адама Уолтона, но в третьем круге проиграл итальянцу Лоренцо Музетти со счётом 2-6, 7-6, 6-7, 3-6.
На Открытом чемпионате США обыграл швейцарца Доминика Штрикера в 4 сетах и 17-го сеянного француза Уго Эмбера также в 4 сетах. В третьем круге Комесанья проиграл будущему финалисту Тэйлору Фрицу (3-6 4-6 2-6).

### 2025
На Открытом чемпионате Австралии в первом круге проиграл немцу Даниэлю Альтмайеру в 5 сетах.
В феврале в 1/4 финала турнира ATP 500 в Рио-де-Жанейро обыграл вторую ракетку мира Александра Зверева (4-6 6-3 6-4). В полуфинале уступил Александру Мюллеру.
7 апреля 2025 года поднялся на высшее в карьере 61-е место в рейтинге.
В середине апреля дошёл до финала «челленджера» на грунте в португальском Оэйраше, где проиграл Эльмеру Мёллеру.

## Рейтинг на конец года
| Год  | Одиночный рейтинг | Парный рейтинг |
| ---- | ----------------- | -------------- |
| 2024 | 85                | —              |
| 2023 | 124               | 566            |
| 2022 | 252               | 313            |
| 2021 | 481               | 545            |
| 2020 | 734               | 548            |
| 2019 | 836               | 831            |
| 2018 | 1150              | 1164           |
| 2017 | 1701              | —              |

## Победы над теннисистами из топ-10
- Комесанья имеет результат 1-0 (100 %) против игроков, которые на момент проведения матча входили в десятку лучших.

По состоянию на 5 июля 2024 года
| №    | Игрок         | Рейтинг | Турнир              | Покрытие | Этап      | Счёт                    | Рейтинг Комесанья |
| 2024 | 2024          | 2024    | 2024                | 2024     | 2024      | 2024                    | 2024              |
| ---- | ------------- | ------- | ------------------- | -------- | --------- | ----------------------- | ----------------- |
| 1.   | Андрей Рублёв | 6       | Уимблдонский турнир | Трава    | 1-й раунд | 6-4, 5-7, 6-2, 7-6(7-5) | 122               |